# Yaqūb ibn Tāriq
Yaqūb ibn Tāriq (arabisch يعقوب بن طارق, DMG Yaʿqūb b. Ṭāriq) war ein persischer Astronom und Mathematiker des 8. Jahrhunderts.
Er lebte in Bagdad und galt als einer der größten Astronomen seiner Zeit. Er wirkte am Hof von al-Mansur, in dessen Auftrag er um 770 indische astronomische Texte (siddhānta, Sanskrit für Lehrbuch genannt, wahrscheinlich aus der Texttradition von Brahmagupta) ins Arabische übersetzte, zusammen mit Muhammad al-Fazari. Wie al-Fazari schrieb er darauf basierend ein astronomisches Handbuch (Zij), das nur fragmentarisch bekannt ist. Sie waren durch einen Inder namens Kankah nach Bagdad gebracht worden. Dabei verwendeten sie auch persische und griechische Quellen und legten damals Grundlagen der Entwicklung der Astronomie in der islamischen Welt.
Er schrieb auch ein Buch über die Kosmographie der Inder (Tarkīb al‐aflāk) und eine Abhandlung Kitab al’ilal, in der er die astronomischen Rechenregeln mathematisch zu begründen suchte. Von diesen Abhandlungen ist aber nur fragmentarisch etwas bekannt durch die Erwähnungen bei al-Bīrūnī, und teilweise geht daraus hervor, dass Tariq ebenso wie sein Kollege al-Fazari nicht alles in den indischen Texten korrekt verstanden hat.